# Katria
Katria is een monotypisch geslacht van straalvinnige vissen uit de familie van de cichliden (Cichlidae).

## Soort
- Katria katria (Reinthal & Stiassny, 1997)